# Alopia pretiosa
Alopia pretiosa is een slakkensoort uit de familie van de Clausiliidae. De wetenschappelijke naam van de soort is voor het eerst geldig gepubliceerd in 1969 door Szekeres.